# Assassinat de Mohamed Abu Khdeir
El segrest i assassinat de Mohamed Abu Khdeir, un adolescent palestí, es va produir la matinada del 2 de juliol de 2014, un dia després de l'enterrament de tres adolescents israelians desapareguts el 12 de juny.
El jove va ser obligat a pujar a un cotxe en un carrer de Jerusalem Est. La seva família va denunciar immediatament el fet a la policia d'Israel. La policia va trobar el cos carbonitzat a Givat Shaul al Bosc de Jerusalem al cap de poc temps. Els resultats preliminars de l'autòpsia van suggerir que va ser colpejat i cremat viu.
La policia israeliana va considerar diversos motius del seu assassinat. L'evidència preliminar indicava que probablement va ser un atac en venjança pel segrest i assassinat dels adolescents israelians. El diumenge 6 de juliol, la policia va posar sota custòdia a sis sospitosos jueus per a interrogar-los, i va afirmar que ells creien que l'assassinat l'havien probablement dut a terme «terroristes» com a venjança. Un d'ells va confessar ràpidament, incriminant als altres, alguns d'ells menors d'edat, i van ser posats en presó preventiva durant 8 dies. Un dia més tard, tres havien confessat i escenificat l'assassinat en l'escena del crim.
El dia que els sospitosos van ser detinguts, la família d'una de les víctimes israelianes, els Fraenkels, i la família d'Abu Khdeir van parlar per telèfon i es van consolar mútuament. Els Fraenkels van dir que entenien la magnitud de la pèrdua i que s'oposaven a qualsevol acte de violència, ja sigui fet per jueus o àrabs.
El primer ministre d'Israel, Benjamin Netanyahu, va enviar el seu condol a la família del jove assassinat, i va declarar que «no hi ha lloc per a aquest tipus d'assassinats en la nostra societat». L'assassinat va ser condemnat també per les famílies dels tres joves israelians assassinats.

## Conseqüències
A més de les tensions entre el govern israelià i Hamàs per l'assassinat dels tres adolescents, aquest nou assassinat va complicar la situació, generant disturbis, protestes d'israelians i palestins i llançaments de coets des de la Franja de Gaza a territori israelià, als quals Israel va respondre amb atacs aeris.
El 8 de juliol el govern israelià va anunciar la posada en marxa de l'Operació Marge Protector, que ha deixat centenars de víctimes, principalment civils de Gaza.